# Borgholm
Borgholm è una cittadina della Svezia meridionale, sull'isola di Öland, capoluogo della municipalità omonima; nel 2006 aveva una popolazione di 3 000 abitanti, su un'area di 2,62 km².

## Monumenti e luoghi d'interesse
Nella città la principale attrazione è il castello.